# بسلي (تشيشير)
بسلي (بالإنجليزية: Bosley)‏ هي قرية وأبرشية مدنية تقع في المملكة المتحدة في إنجلترا. يقدر عدد سكانها بـ 406 نسمة .